# Cry Tough
Cry Tough är Nils Lofgrens andra soloalbum, utgivet 1976. Det nådde 8:e plats på albumlistan i Storbritannien och 32:a plats i USA.

## Låtlista
1. "Cry Tough" - 5:07
2. "It's Not a Crime" - 4:14
3. "Incidentally...It's Over" - 3:18
4. "For Your Love" - 5:21
5. "Share a Little" - 5:16
6. "Mud in Your Eye" - 2:42
7. "Can't Get Closer (WCGC)" - 3:45
8. "You Lit a Fire" - 3:18
9. "Jailbait" - 3:55